# Boril
Pour l’article homonyme, voir Jan Bořil.
Boril  (Bulgare: Борил), (mort après 1217), tsar de Bulgarie de 1207 à 1217.

## Biographie
Boril était le fils d’une sœur des rois Asen, Pierre et Kaloyan et d’un boyard nommé Strêz.
Après l’assassinat de Kaloyan le 8 octobre 1207 par le chef couman Manastras lors du siège de Salonique, Boril, qui était sans doute impliqué dans la conspiration, monte sur le trône et épouse la femme de son prédécesseur elle aussi coumane.
Son autorité est immédiatement contestée. L’héritier légitime, le prince Jean Asen, et son frère Alexandre passent le Danube, se réfugient en Principauté de Galicie-Volhynie et commencent à intriguer contre lui. Un autre neveu de Kalojan, son cousin Alexis Slave, dans les Rhodopes autour du mont Rila et un troisième parent du défunt Dobromir Strêz plus à l’ouest sur le Vardar autour de la forteresse de Prosêk proclament leur indépendance.
Cet affaiblissement de la monarchie profite aux Hongrois et aux Serbes qui détachent du royaume bulgare les régions de Belgrade, Branitchevo et Nich.
Pour satisfaire ses boyards et ses auxiliaires coumans, Boril reprend la politique de son prédécesseur contre l’Empire latin de Constantinople et en mai 1208 il envahit la Thrace. L’armée bulgaro-valaque et les Coumans sont écrasés le 31 juillet 1208 devant Philippopolis par le nouvel empereur Henri de Hainaut. Alexis Slav dont la capitale était située à Tsépéna dans une vallée des Rhodopes sur un affluent de la haute Maritsa se rend auprès de l’empereur latin à Krytzimos et le reconnaît comme son seigneur. Henri de Hainaut lui donne comme épouse une fille, sans doute illégitime.
Boril aux prises avec les Bogomiles se rapproche du pape et, espérant stabiliser sa situation, il réunit le 11 février 1211 un synode connu sous le nom de « synode de Boril » mais il ne parvient pas à anéantir la secte qui soutient Ivan Asen II.
Pendant une campagne de l’empereur en Asie mineure, Boril tente d’envahir de nouveau le royaume de Thessalonique mais il est vaincu dans la plaine de Monastir pendant l’été 1211 par le régent Berthold de Katzenelbogen et Eustache le frère d’Henri de Hainaut alliés à Alexis Slav. De son côté Dobromir Strêz qui s’était allié aux Grecs de Michel Ange-Comnène est également vaincu par les Latins. Le tsar Boril doit alors s’accorder avec l’empereur Henri de Hainaut qui, veuf, épouse sa fille.
En 1217 le prétendant Ivan Asen II revient en Bulgarie appuyé par une armée russe et coumane et ne tarde pas à assiéger la capitale. La ville est prise, Boril, capturé, est aveuglé et relégué dans un monastère où il meurt.

## Postérité
- 1) en 1207 une princesse coumane veuve de Jean Kalojan
- 2) une épouse inconnue :
- vers 1213 nièce d'Henri de Hainaut[6]